# Lissonota punctulata
Lissonota punctulata är en stekelart som beskrevs av Szepligeti 1899. Lissonota punctulata ingår i släktet Lissonota och familjen brokparasitsteklar. Inga underarter finns listade i Catalogue of Life.